# Забастовка на шахте «Июльский манифест»
Забастовка на шахте «Июльский манифест» (пол. Strajk w kopalni «Manifest Lipcowy») —забастовка рабочих польской угольной шахты «Июльский манифест» 13—15 декабря 1981 года — акция протеста против военного режима. Бастующие требовали отменить военное положение, освободить интернированных активистов, прекратить преследование профсоюза Солидарность. Протест был подавлен силами ЗОМО при армейской поддержке. В столкновении применялось огнестрельное оружие, несколько человек ранены и арестованы. Успех военно-силового подавления подтолкнул к аналогичным действиям на шахте «Вуек», где на следующий день были убиты несколько бастующих горняков. В современной Польше забастовка «Июльского манифеста» считается достойным примером рабочего сопротивления.

## «Солидарность» на «Июльском манифесте»
Угольная шахта «Manifest Lipcowy» — «Июльский манифест» (в 1969—1974 годах и с 1990 года — шахта «Зофювка») в силезском городе Ястшембе-Здруй строилась с 1961 и введена в эксплуатацию 4 декабря 1969. Предприятие являлось важным элементом территориально-производственных конгломератов Катовицкий углепромышленный район и Рыбницкий угольный район. Социальное положение на «Июльском манифесте» впоследствии описывалось как «трудовой лагерь» — работа без выходных, низкие заработки, плохие жилищные условия, дефициты, отсутствие бытовой инфраструктуры, повышенная аварийность, рост преступности, произвол администрации. В 1979 директором шахты стал Владислав Дуда, который запомнился грубым и унизительным обращением с рабочими.
В конце августа 1980 года массовое забастовочное движение перекинулось с Балтийского побережья в Силезию. Это стало неожиданностью для правящей компартии ПОРП — Силезия считалась оплотом и «витриной» правления Эдварда Герека. Первая шахтёрская забастовка началась именно на «Июльском манифесте». Непосредственным толчком стал конфликт шахтёров с директором — по воспоминаниям участников, Дуда бесцеремонно оскорблял рабочих, обсуждавших события (сам Дуда это опровергает и утверждает, будто его отстранение спровоцировала Служба безопасности ПНР (СБ) и тогдашний первый секретарь Катовицкого воеводского комитета ПОРП Здзислав Грудзень).
На шахте началась забастовка, председателем забастовочного комитета был избран электрик Стефан Палка. На «Июльском манифесте» был создан Межзаводской забастовочный комитет, объединивший более пятидесяти предприятий. 3 сентября 1980 года на «Июльском манифесте» было подписано Ястшембское соглашение забастовщиков с правительством ПНР — одно из исторических Августовских соглашений. Забастовочный комитет шахты преобразовался в комитет независимого профсоюза Солидарность. Владислав Дуда был снят с должности, новым директором стал его первый заместитель Кароль Гжива, более лояльный к рабочим.
Из всех Августовских соглашений Ястшембское было наименее политизированным. В основном оно сосредотачивалось на социально-трудовой проблематике. По последующим отзывам, в то время шахтёров устроил бы «социализм — без директора Дуды, с выходными субботами и воскресеньями и обувью в продаже». Однако за год с осени 1980 по осень 1981 положение неуклонно обострялось, противостояние «Солидарности» с ПОРП ужесточалось. Ситуация в Силезии, в Катовицком воеводстве, была особенно напряжённой: первый секретарь воеводского комитета ПОРП Анджей Жабиньский, воеводский комендант милиции полковник Ежи Груба были видными фигурами «партийного бетона» и занимали конфронтационную позицию к «Солидарности» (Жабиньский, в частности, настаивал на шахтёрской работе по субботам и был против повышения зарплат).

## Забастовка и подавление

### Контекст
13 декабря 1981 года в Польше было введено военное положение. Власть перешла к Военному совету национального спасения (WRON) и неформальной «Директории» генерала Ярузельского. Председатель WRON одновременно занимал посты первого секретаря ЦК ПОРП и председателя Совета министров ПНР. Задачей военного режима являлось сохранение власти номенклатуры ПОРП, подавление «Солидарности» и на этой основе стабилизация положения в стране.
Первые же директивы WRON, запрещали забастовки и вводили милитаризацию базовых отраслей промышленности. На предприятия рассылались военные комиссары. Рабочие этих отраслей, в том числе угледобывающей, объявлялись призванными на военную службу. Фактически запрещалась деятельность «Солидарности». Опергруппы СБ и милицейские спецподразделения ЗОМО приступили к задержаниям профсоюзных активистов и политических оппозиционеров. Всего были интернированы и арестованы почти 10 тысяч человек.

### Конфликт
Эти действия вызвали массовые протесты. Шахта «Июльский манифест» стала одним из очагов забастовочного сопротивления. В ночь на 13 декабря СБ и ЗОМО попытались арестовать председателя профкома «Солидарности» Яна Божека (Стефан Палка к тому времени эмигрировал). Этого не позволили соседи-шахтёры, сумевшие его отстоять. 14 декабря комитет профсоюза был преобразован в забастовочный комитет. Председателем комитета был избран Ян Божек, заместителем — Ежи Мних (он занимал наиболее радикальную позицию), в состав также вошли Лешек Блаут и Эугениуш Зандлер.
В забастовке участвовали около 2,5 тысячи человек (из примерно 10 тысяч работников «Июльского манифеста»). Забастовщики потребовали освободить интернированных, отменить военное положение, прекратить преследования «Солидарности». При этом существенно, что все требования в целом сводились к соблюдению Ястшембского соглашения — поэтому свои действия шахтёры считали законными. Ян Божек был уверен сам и убеждал других, что власти не применят оружия — после трагического опыта 1970 это казалось невозможным. Ежи Мних вёл переговоры с администрацией шахты и представителями военных властей — в итоге утром 15 декабря он получил инфаркт и был доставлен в больницу. Днём ожидался ответ.
Подавление осуществлялось в соответствии с нормативами военного положения. Комиссар WRON по Катовицкому углепромышленному району полковник Вацлав Рымкевич потребовал прекратить забастовку (к этому требованию присоединился директор Гжива). К шахте выдвинулась военно-милицейская группировка. Костяк составляли три роты ЗОМО, к ним были приданы две роты воеводской милиции с четырьмя водомётами, две роты милицейского резерва и четыре роты партийного формирования ОРМО. Армейскую поддержку представляли танковая рота и батальон механизированной пехоты (мотострелки) при тридцати танках и двадцати бронемашинах. Общая численность достигала 1,7 тысячи человек (около тысячи — ЗОМО и другие виды милиции, около трёхсот военных и примерно четыреста членов ОРМО). В составе ЗОМО был специальный взвод, оснащённый боевыми патронами.
Ответственным за операцию в целом был комендант Груба, оперативным командующим — заместитель коменданта подполковник Мариан Окрутны, план подготовил заместитель коменданта подполковник Казимеж Кудыбка, командование на месте осуществлял командир катовицкого ЗОМО подполковник Казимеж Вильчиньский.

### Столкновение
15 декабря на «Июльском манифесте» находились около двух тысяч рабочих. Утром стало известно о силовом подавлении забастовок на соседних шахтах. Шахтёры вооружились орудиями труда и соорудили баррикады. В десять часов утра силы подавления окружили шахту. На требование прекратить забастовку шахтёры ответили пением национального гимна. Штурм начался примерно в четверть двенадцатого.
Баррикаду у ворот снесли армейские танки — после чего отступили, открывая путь милиции. На территорию шахты прорвались бойцы ЗОМО, пустившие в ход светошумовые петарды, дымовые шашки и слезоточивый газ. Шахтёрская самооборона, в авангард которой выдвинулся горняк Чеслав Клосек, ответила камнями и шурупами, после чего бросилась в контратаку. Тогда спецвзвод ЗОМО открыл огонь боевыми. Были выпущены 57 пуль. Огнестрельные ранения получили четверо горняков — Чеслав Клосек, Здзислав Крашевский, Францишек Гонсёровский, Богуслав Томашевский. Сотрудник вневедомственной охраны шахты Здзислав Дудек был сильно избит милицией за отказ пропустить через свой пункт. Со стороны ЗОМО получили ранения трое.
Офицеры ЗОМО угрожали пленным шахтёрам расстрелять их на месте, по законам военного положения. Однако до этого не доходило, убитых на «Июльском манифесте» не было. Примерно через час машины скорой помощи забрали раненых и доставили в ястшембский госпиталь (извлечённые пули изъяли агенты СБ). Около часа дня с шахты был выведен спецвзвод. Примерно через час бастующие начали расходиться. В без четверти три подполковник Окрутны приказал силам подавления выдвигаться к шахте «Борыня», где продолжалась забастовка.
Ян Божек, Ежи Мних, Лешек Блаут, Эугениуш Зандлер, Вальдемар Мачешек были арестованы СБ. Мниха взяли в больнице и после «консилиума» доставили в воеводскую комендатуру милиции.
Подавление забастовки на шахте «Июльский манифест» стало первым за период военного положения случаем применения огнестрельного оружия против бастующих рабочих. Вечером 15 декабря полковник Груба отчитался министру внутренних дел генералу Кищаку: «зачищены» девять шахт, на очереди шахта «Вуек». Успех операции подталкивал к повторению метода. На следующий день, 16 декабря 1981, произошло усмирение шахты «Вуек» — девять шахтёров были убиты огнём спецвзвода ЗОМО.

## Развитие и память
«Июльский манифест» оставался «проблемным» для властей на протяжении 1980-х. В августе-сентябре 1988 шахта стала одним из очагов новой волны забастовочного движения — в конечном счёте приведшей к Круглому столу, альтернативным выборам и победе «Солидарности».
В современной Польше декабрьская забастовка 1981 на шахте «Июльский манифест» считается достойным актом сопротивления диктатуре. Бойцы спецвзвода ЗОМО, стрелявшие в шахтёров «Июльского манифеста» и «Вуека», после длительных процессов осуждены на реальные сроки. Участники забастовки пользуются почётом и уважением. Чеслав Клосек — известный деятель либеральной Гражданской платформы, был награждён орденом Возрождения Польши (вернул награду из-за несогласия с государственной политикой). Ян Божек придерживается национал-консервативных взглядов; награждён Крестом Свободы и Солидарности.